# 칼데스

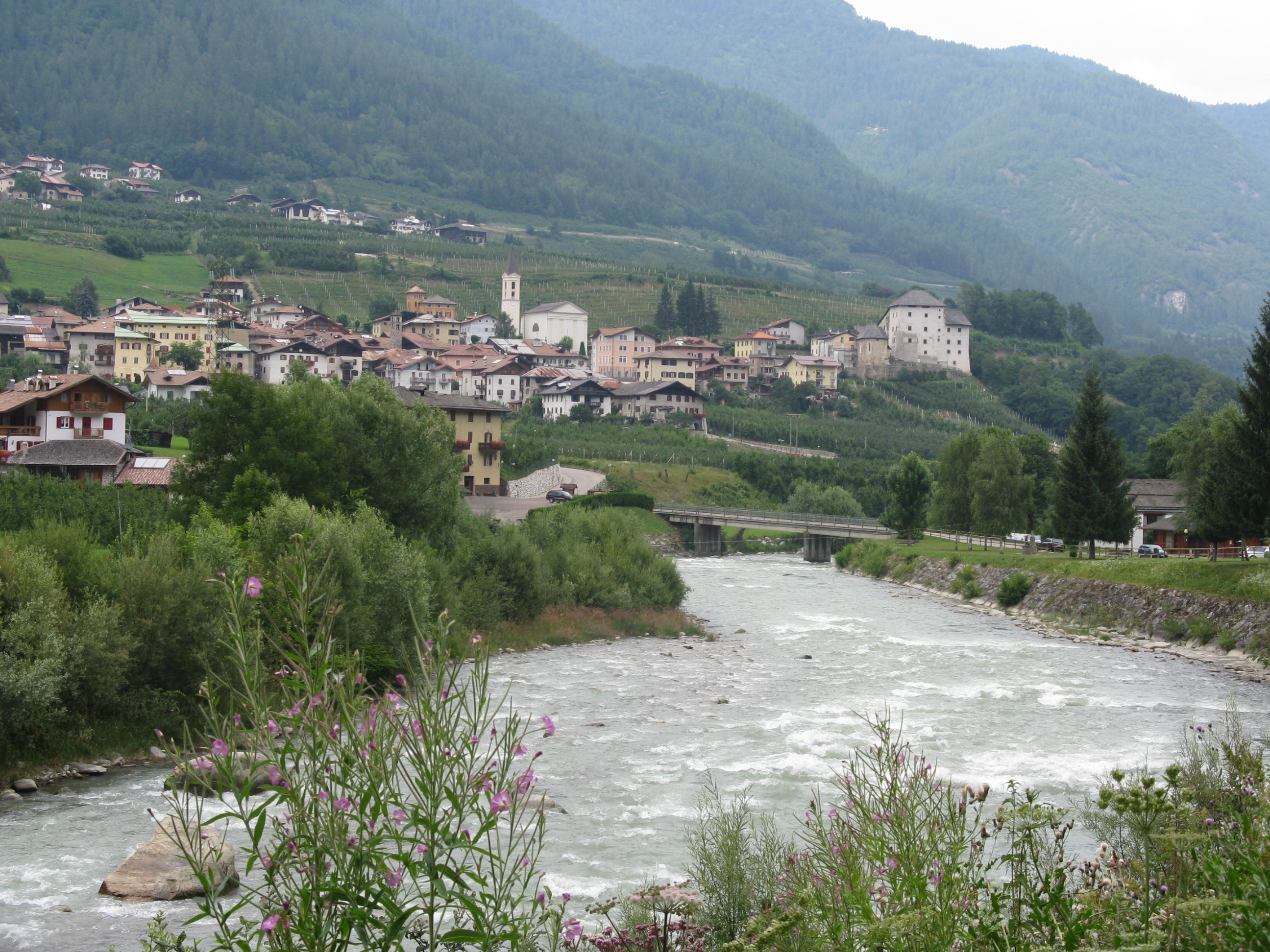

칼데스(Caldes, 라딘어: Chjaudes, 독일어 : Kalteis, Kalds, Gildeis 또는 Gilds)는 북부 이탈리아 지역 트렌티노알토아디제주의 남쪽에 있는 트렌티노 자치현의 자치단체(comune)로, 주도 트렌토(Trento)에서 북서쪽으로 약 35km 떨어져있다. 2004년 12월 31일 현재 인구는 1,049 명이고 면적은 20.9 평방 킬로미터(8.1 sq mi)이다.

## 같이 보기
- 바티칸시